# Channing Tatum
Channing Matthew Tatum (sinh ngày 26 tháng 4 năm 1980) là một diễn viên, vũ công, người mẫu và nhà sản xuất phim người Mỹ. Tatum đóng phim lần đầu tiên trong bộ phim truyền hình Coach Carter (2005). Vai diễn đột phá của anh là trong bộ phim khiêu vũ năm 2006 Step Up, bộ phim đã giới thiệu anh với nhiều khán giả và được tham gia những dự án lớn hơn.
Tatum được biết đến với vai chính trong Magic Mike (2012) và phần tiếp theo của nó là Magic Mike XXL (2015) do anh sản xuất; anh cũng đóng vai chính trong bộ phim hành động - hài 21 Jump Street và phần tiếp theo năm 2014 của nó là 22 Jump Street. Anh cũng đã xuất hiện với vai nhân vật Duke trong bộ phim hành động năm 2009 G.I. Joe: The Rise of Cobra và phần tiếp theo năm 2013 của nó là G.I. Joe: Retaliation. Các bộ phim khác của anh bao gồm She's the Man (2006), The Dilemma (2011), White House Down (2013), Foxcatcher (2014), The Hateful Eight (2015), Hail, Caesar! (2016) và Kingsman: The Golden Circle và Logan Lucky (cùng năm 2017). Tạp chí Time đã ghi tên anh 1 trong số 100 người có tầm ảnh hưởng nhất thế giới vào năm 2022.

## Đầu đời
Tatum sinh ở Cullman, Alabama, mẹ là Kay Tatum (nhũ danh Faust), nhân viên hàng không, cha là Glenn Tatum, làm ngành xây dựng. Anh có chị/em gái tên Paige. Tổ tiên anh chủ yếu gốc Anh.
Gia đình anh chuyển đến vùng Pascagoula, Mississippi khi anh lên sáu. Anh lớn lên ở vùng vịnh gần sông Pascagoula, nơi anh sống trong một khung cảnh nông thôn. 
Tatum đã thảo luận về việc đối phó với chứng rối loạn thiếu tập trung (ADD) và chứng khó đọc khi lớn lên, điều này đã ảnh hưởng đến khả năng học tốt của anh ấy ở trường. Lớn lên, Tatum chơi bóng đá, điền kinh, bóng chày và biểu diễn võ thuật; anh ấy đã nói rằng "các cô gái luôn là sự phân tâm lớn nhất của [anh ấy] ở trường". Khi còn nhỏ, anh đã tập luyện võ công wuzuquan. 
Tatum đã dành phần lớn thời niên thiếu của mình ở vùng Tampa, và ban đầu theo học tại trường trung học Gaither. Cha mẹ anh muốn nỗ lực nhiều hơn và cho anh lựa chọn là chọn một trường trung học tư thục hoặc theo học một trường quân sự; anh đã chọn Trường Trung học Công giáo Tampa, nơi anh tốt nghiệp năm 1998 và được bình chọn là vận động viên thể thao nhất. Sau đó, anh theo học trường Cao đẳng Bang Glenville ở Glenville, Tây Virginia với học bổng bóng đá, nhưng đã bỏ học. Anh trở về nhà và bắt đầu làm những công việc lặt vặt.
Us Weekly đưa tin, khoảng thời gian này Tatum đã rời bỏ công việc thợ lợp mái tôn và bắt đầu làm vũ nữ thoát y tại một hộp đêm địa phương, với cái tên "Chan Crawford". Năm 2010, anh ấy nói với một tờ báo của Úc rằng anh ấy muốn làm một bộ phim về những trải nghiệm của mình khi làm vũ nữ thoát y.  Ý tưởng đó đã dẫn đến bộ phim Magic Mike. Tatum chuyển đến Miami, nơi anh được phát hiện bởi một tuyển trạch viên tài năng người mẫu.

## Danh sách phim

### Điện ảnh
| Năm  | Phim                               | Vai diễn                     | Ghi chú                                     |
| ---- | ---------------------------------- | ---------------------------- | ------------------------------------------- |
| 2005 | Coach Carter                       | Jason Lyle                   |                                             |
| 2005 | Havoc                              | Nick                         |                                             |
| 2005 | Supercross                         | Rowdy Sparks                 |                                             |
| 2005 | War of the Worlds                  | Chàng trai ở nhà thờ         | Uncredited                                  |
| 2006 | She's the Man                      | Duke Orsino                  |                                             |
| 2006 | Step Up                            | Tyler Gage                   |                                             |
| 2006 | A Guide to Recognizing Your Saints | Young Antonio                |                                             |
| 2007 | The Trap                           | Greg                         | Phim ngắn                                   |
| 2007 | Battle in Seattle                  | Johnson                      |                                             |
| 2008 | Step Up 2: The Streets             | Tyler Gage                   | Cameo                                       |
| 2008 | Stop-Loss                          | Steve Shriver                |                                             |
| 2009 | Fighting                           | Shawn MacArthur              |                                             |
| 2009 | Public Enemies                     | Pretty Boy Floyd             |                                             |
| 2009 | G.I. Joe: The Rise of Cobra        | Conrad S. Hauser / Duke      |                                             |
| 2010 | Dear John                          | John Tyree                   |                                             |
| 2011 | The Dilemma                        | Zip                          |                                             |
| 2011 | The Son of No One                  | Jonathan "Milk" White        |                                             |
| 2011 | The Eagle                          | Marcus Flavius Aquila        |                                             |
| 2011 | 10 Years                           | Jake Bills                   | Nhà sản xuất                                |
| 2011 | Haywire                            | Aaron                        |                                             |
| 2012 | The Vow                            | Leo Collins                  |                                             |
| 2012 | 21 Jump Street                     | Greg Jenko                   | Điều hành sản xuất                          |
| 2012 | Magic Mike                         | Michael "Magic Mike" Lane    | Nhà sản xuất                                |
| 2013 | Side Effects                       | Martin Taylor                |                                             |
| 2013 | G.I. Joe: Retaliation              | Conrad S. Hauser / Duke      |                                             |
| 2013 | This Is the End                    | Chính mình                   | Cameo                                       |
| 2013 | White House Down                   | John Cale                    | Điều hành sản xuất                          |
| 2013 | Don Jon                            | Connor Verreaux              | Cameo                                       |
| 2014 | The Lego Movie                     | Superman                     | Lồng tiếng                                  |
| 2014 | Foxcatcher                         | Mark Schultz                 |                                             |
| 2014 | 22 Jump Street                     | Greg Jenko                   | Nhà sản xuất                                |
| 2014 | The Book of Life                   | Joaquin                      | Lồng tiếng                                  |
| 2015 | Jupiter Ascending                  | Caine                        |                                             |
| 2015 | Magic Mike XXL                     | Magic Mike                   | Nhà sản xuất                                |
| 2015 | The Hateful Eight                  | Jody                         |                                             |
| 2016 | Hail, Caesar!                      | Burt Gurney                  |                                             |
| 2017 | The Lego Batman Movie              | Superman                     | Lồng tiếng                                  |
| 2017 | Dark Hoser                         | Superman                     | Lồng tiếng, phim ngắn                       |
| 2017 | Logan Lucky                        | Jimmy Logan                  | Nhà sản xuất                                |
| 2017 | Kingsman: Tổ chức Hoàng Kim        | Tequila                      |                                             |
| 2018 | Smallfoot                          | Migo                         | Lồng tiếng                                  |
| 2019 | The Lego Movie 2: The Second Part  | Superman                     | Lồng tiếng                                  |
| 2021 | Nước Mỹ: Phim điện ảnh             | George Washington            | Lồng tiếng, nhà sản xuất                    |
| 2021 | Giải cứu "Guy"                     | Revenjamin Buttons           | Cameo                                       |
| 2022 | Dog                                | Jackson Briggs               | Post-production, also director and producer |
| 2022 | Thành phố mất tích                 | Alan Caprison / Dash McMahon | Post-production                             |
| 2022 | Bullet Train: Sát thủ đối đầu      | Hành khách trên tàu          | Cameo, không credit                         |
| 2023 | Magic Mike's Last Dance            | Michael "Magic Mike" Lane    |                                             |
| 2024 | Fly Me to the Moon                 | Cole Davis                   |                                             |
| 2024 | Deadpool & Wolverine               | Gambit                       | Cameo                                       |
| 2024 | Tín hiệu cầu cứu                   | Slater King                  |                                             |

### Truyền hình
| Năm  | Tiêu đề             | Vai                                 | Ghi chú                                     |
| ---- | ------------------- | ----------------------------------- | ------------------------------------------- |
| 2004 | CSI: Miami          | Bob Davenport                       | Tập: "Pro Per"                              |
| 2012 | Saturday Night Live | Chính mình (người dẫn chương trình) | Tập: "Channing Tatum/Bon Iver"              |
| 2014 | The Simpsons        | Chính mình (lồng tiếng)             | Tập: "Steal This Episode"                   |
| 2016 | Lip Sync Battle     | Chính mình                          | Tập: "Channing Tatum vs. Jenna Dewan-Tatum" |
| 2017 | Comrade Detective   | Gregor Anghel (lồng tiếng)          | 6 tập; điều hành sản xuất                   |

### Nhà sản xuất
| Năm       | Tiêu đề                      | Vai trò            | Ghi chú                       |
| --------- | ---------------------------- | ------------------ | ----------------------------- |
| 2010      | Earth Made of Glass          | Executive producer | Documentary                   |
| 2018–nay  | Step Up                      | Executive producer | Television series             |
| 2018      | 6 Balloons                   | Producer           | Feature film                  |
| 2021–2022 | Finding Magic Mike           | Executive producer | Television series             |
| TBA       | Spaceman                     | Producer           | Post-production, feature film |
| TBA       | Untitled Space X/HBO Project | Executive producer | Limited Series                |

### Video âm nhạc
| Năm  | Tiêu đề                                  | Nghệ sỹ                                              | Ghi chú |
| ---- | ---------------------------------------- | ---------------------------------------------------- | ------- |
| 2000 | "She Bangs"                              | Ricky Martin                                         |         |
| 2006 | "(When You Gonna) Give It Up to Me"      | Sean Paul featuring Keyshia Cole                     |         |
| 2006 | "Get Up"                                 | Ciara featuring Chamillionaire                       |         |
| 2013 | "(I Wanna) Channing All Over Your Tatum" | Jamie Foxx and Channing Tatum featuring Jimmy Kimmel |         |
| 2017 | "Beautiful Trauma"                       | Pink                                                 |         |